# Thorvald Hagedorn-Olsen
Thorvald Hagedorn-Olsen (født 1. juni 1902 i Svendborg, død 20. januar 1996 i Oppe Sundby) var en dansk kunstmaler. Han var især kendt for sine danske landskabsmalerier og figurkompositioner.

## Uddannelse
Hagedorn-Olsen startede som malersvend i Svendborg og gik på Teknisk Skole, København under Thorsen fra 1923 til 1924. Derefter var han i lære hos Othon Friesz i Paris fra 1924 til 1925. Efter sin hjemkomst studerede han fra 1926 til 1929 på Det Kongelige Danske Kunstakademi under blandt andre Sigurd Wandel og Ejnar Nielsen.

## Værker og stil
I sine velkendte og uforvekslelige landskabsmalerier "går Hagedorn-Olsen gerne ud fra det blå, en mættet ultramarin, som han bruger sammen med treklangen drøn, okker og gråhvidt I billeder af vinteren og the tidligere forår. De skarpe konturer, det kølige lys og den summariske formgivning gør hans kunst let at kende"..
Hagedorn-Olsen udførte gennem årene flere store offentlige udsmykninger. Blandt andre:
- Vægmaleriet Menneskesamfundet i Aarhus Rådhus (1939-47).
- Keramik Vegetation og Tolerance og Opvågnen til Københavns Amtssygehus i Glostrup (1961-64) udført i samarbejde med Jeppe Hagedorn-Olsen.

## Personlig baggrund
Hagedorn-Olsen boede i mange år i Marbæk ved Roskilde Fjord hvorfra han hentede motiver og inspiration til sine landskabsbilleder. Han samarbejdede ved flere lejligheder med sin søn, keramikeren Jeppe Hagedorn-Olsen (født 1929). Han havde også en datter Bodil, der blev kunstner og mor til Thomas Eje. Hagedorn-Olsen fik gennem mange år produceret og leveret rammer til sine billeder fra sin gode ven rammefabrikant Børge Christian Jeppesen. Hagedorn-Olsen deltog i kunstkonkurrencen ved de Olympiske Lege 1936 (en).
Hagedorn-Olsen er begravet ved Oppe Sundby Kirke.

## Udmærkelser
- 1926 Carl Jul. Petersens Legat
- 1931 understøttelse fra Den Raben-Levetzauske Fond
- 1932 Eibeschütz' Præmie
- 1933 Carlsons Præmie
- 1934-35 og 1936 Carlsons Legat
- 1935 Den Neuhausenske Præmie